# Ambachew Mekonnen
Ambachew Mekonnen, in amarico: አምባቸው መኮንን (Gayint, 1971 – Bahar Dar, 22 giugno 2019), è stato un politico etiope.

## Biografia
Nato a Gayint, nella provincia del Begemder, ha ottenuto un baccellierato in scienze presso il college del servizio civile etiope, un master dall'istituto dello sviluppo coreano e un dottorato di ricerca in economia dall'Università del Kent.
È stato nominato governatore della regione degli Amara in seguito alle dimissioni di Gedu Andargachew, dopo aver servito come ministro dell'industria, ministro dello sviluppo urbano e demografico e ministro delle costruzioni.
Il 22 giugno 2019, presso la capitale della regione, Bahar Dar, è stato ucciso a colpi di pistola insieme ad un suo consigliere durante un tentato colpo di Stato.